# Bernáthegyi
A bernáthegyi (németül Bernhardiner) a munkakutyák közé tartozik, az alpesi masztiff leszármazottja. Állóképességének növelése érdekében újfundlandi vért vittek bele. Az amerikai kontinensen jobban elterjedt, mint Európában. Mérete ellenére mindig sima és könnyed a mozgása.

## Története

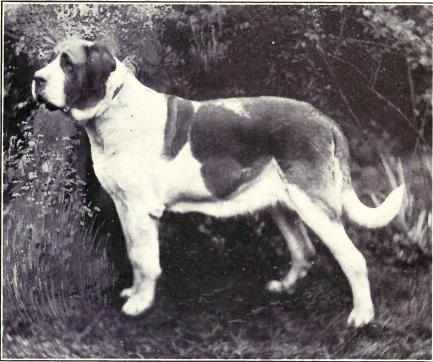
Bernáthegyi 1915-ből

Származása tisztázatlan, ősrégi múltra tekinthet vissza. Európában Svájcból ismerjük: az alpesi Szent Bernát kolostorban évszázadokig használták vezető- és őrkutyaként. A kolostort a savoyai Mentoni Bernát báró 1040-ben építtette, aki maga is szerzetes volt. Rendtársaival élelmet és menedéket nyújtottak a vándoroknak, kutyák segítségével felkutatták és megmentették az eltévedt utasokat. Ezért a feladatra olyan kutyákat választottak ki, amelyek jól tűrték a hideget és a havat, erősek, hűségesek és értelmesek voltak. A kolostor is, és a kutyafajta is Bernátról kapta a nevét. A bernáthegyi kutya mint a lavinák által betemetettek megmentője szerezte hírnevét. Bár kezdetben a szerzetesek, akik megerőltetőnek találták a hússütő nyárs forgatását, készítettek egy nyársforgató szerkezetet és a kutyákkal forgattatták azt. A szájhagyomány szerint a legbátrabb bernáthegyi kutyát Barrynek hívták. Az 1800-as évek elején élt és negyven ember életét mentette meg. A kolostorban ma is 10-20 bernáthegyit tartanak mentőkutyaként a lavina alá került emberek megmentésére.

## Külső megjelenése
A bernáthegyi háta igen széles, és egészen a lágyékáig vízszintes, majd onnan enyhén lejteni kezd a far felé. A marja hangsúlyos. Farka hosszú, vaskos és erős. Általában lógatva tartja, de a vége visszakunkorodhat. A szépen ívelt mellkas a könyökig ér. Hasa enyhén felhúzott. Lejtős válla igen izmos. Mellső végtagjai egyenesek és erősek. A csánkja mérsékelten szögletes. Mancsai szélesek, az ujjak majdnem zártak. Nyaka erőteljes, rajta határozott - de nem eltúlzott - redő található. A fej tövénél jól látható egy barázda.
A bernáthegyinek erős, lenyűgöző feje van, jól látható szemöldökkel és stoppal. A rövid, erős arcorri rész magassága nagyobb, mint a hosszúsága. A jól fejlett ajkak ívesen hajolnak rá az alsó állkapocsra.
Koponyáját erős csontozat jellemzi, orra nagy és fekete, szeme sötétbarna. Fülei arcára simulnak és magasan tűzöttek, ráadásul meglehetősen nagyok. Az állat lógatva hordja őket, így még inkább hangsúlyozzák a koponya szélességét. Mélyen ülő szemei közepes nagyságúak. Az alsó szemhéjak nem záródnak tökéletesen, de a túl nyitott szem nemkívánatos. A bernáthegyi harapása ollószerű vagy harapófogó-szerű. Nyaka tömzsi, izmos. Szőrzete alapján megkülönböztetünk rövid szőrű és hosszú szőrű bernáthegyit. A rövid szőrű kutyák szőre testhez simuló, érdes tapintású, de nem durva. A hosszú szőrű egyedek szőrzete közepesen hosszú, egyenes vagy hullámos, ám sohasem göndör. A farok szőrzete dús, de nem lehet hullámos. A fej és a fülek szőre rövidebb és puhább. A mellső lábak viszonylag ritkán szőrösek, míg a deréktájékon hosszabb és sűrűbb a szőr. Szőrzetének színe: narancssárga, mahagóni, vörös, fehér. A bernáthegyire a vöröstől a sárgáig terjedő alapszínek jellemzők fehér rajzolattal, vagy a fehér alapszín vöröstől barnássárgáig terjedő színű rajzolattal. A fehér szőrzet csíkszerű foltokkal is előfordul. A kutya mellén, mancsán, orrán és homlokán fehér rajzolatnak kell lennie. Kötelező továbbá a fehér farokvég és a nyakon körbefutó fehér sáv is. A fejének arcorri részén látható sötétebb rajzolatot a kutya maszkjának nevezik.

## Méretei
- Mérete: 65–90 cm.
- Súlya: 60–90 kg.
- Élettartama: 10-13 év.

A bernáthegyi hasonlít a moszkvai őrkutyára, ezért első látásra gyakran összekeverik a két állatot.

## Viselkedésének jellegzetességei
Intelligens, gyengéd és megbízható fajta. Hidegben érzi magát igazán jól. Nagy mérete miatt a tartása, étkeztetése biztos anyagi hátteret igényel. Ez az eb jó természetű, barátságos, kiegyensúlyozott. Kimondottan érzékeny a haragos szavakra és az otthonban uralkodó légkörre. A családjával szemben odaadó, gyakran kimutatja szeretetét, és nem kedveli, ha valamiből kihagyják. Nem ugat sokat. Ha szükséges, megvédi gazdáját és annak otthonát, de nem ez az elsődleges feladata. A felnőtt példányok általában nyugodtak, de vannak mozgékonyabb példányok is, főként a rövid szőrű kutyák között. A bernáthegyi jól kijön a gyerekekkel és a többi kutyával egyaránt. Általában a háziállatok sem jelentenek gondot a számára. Más kutyákkal jól megfér, de azt nem tűri, hogy azok erőszakosan viselkedjenek vele. A becsületes szándékú idegenekkel szembeni magatartása a közöny és a barátságosság között változhat.

## Tanítása
A bernáthegyi eléggé engedelmes, és ha következetes, egyértelmű módon nevelik, hamar meg tudja tanulni a parancsokat. Meglehetősen érzékeny a gazdája hanghordozására, a kemény hangvétel nem megfelelő módszer vele szemben. A hosszú foglalkozásokat rosszul tűri, ezért csak akkor szabad parancsokat adni neki, amikor ez valóban szükséges. Már kicsi korától kezdve arra kell szoktatni, hogy ne rángassa a pórázt, mert ha felnő, túl nagy és erős lesz egy embernek, ráadásul ekkor már ezt a szokást is nagyon nehezen vetkőzi le. Az összes többi masztiffhoz hasonlóan a bernáthegyire is igaz, hogy neveléséhez jól kell ismerni a kutyákat. Fejlődési időszakban ügyelni kell arra, hogy ne terheljék túl. A bernáthegyit szinte mindig családi kutyaként tartják. Érdemes lehet nyomkövetési képzésben részesíteni, mert kitűnő a szaglása, és ezt a munkát szereti is csinálni.

## Érdekességek
Egy alkalommal egy kisfiú a mélybe zuhant, s ájultan feküdt egy sziklapárkányon. Barrynek sikerült kikapaszkodnia hozzá. Ember nem tudta volna megközelíteni ezt a helyet. Barry addig nyalogatta a gyermek arcát, amíg az magához nem tért. A fiúcska felhúzódzkodott Barry hátára, s a kutya biztonságos helyre vitte. Barry emlékére azóta mindig van egy Barry névre hallgató kutya a kolostorban.
A mítoszt, mely szerint egy brandys hordócska lóg a bernáthegyi kutyák nyakában, egy festőművész teremtette, aki - talán egy brandyt gyártó cég reklámozásaként - így ábrázolta a bajbajutottakon segítő kutyát.